# Comuna Scăești, Dolj
Scăești este o comună în județul Dolj, Oltenia, România, formată din satele Scăești (reședința) și Valea lui Pătru.

## Demografie
Componența etnică a comunei Scăești
     Români (93,38%)
     Alte etnii (6,62%)
Componența confesională a comunei Scăești
     Ortodocși (72,01%)
     Penticostali (20,04%)
     Alte religii (1,29%)
     Necunoscută (6,66%)
Conform recensământului efectuat în 2021, populația comunei Scăești se ridică la 2.101 locuitori, în scădere față de recensământul anterior din 2011, când fuseseră înregistrați 2.139 de locuitori. Majoritatea locuitorilor sunt români (93,38%). Din punct de vedere confesional, majoritatea locuitorilor sunt ortodocși (72,01%), cu o minoritate de penticostali (20,04%), iar pentru 6,66% nu se cunoaște apartenența confesională.

## Politică și administrație
Comuna Scăești este administrată de un primar și un consiliu local compus din 11 consilieri. Primarul, Mihaela Mateescu[*], de la Partidul Social Democrat, este în funcție din 2016. Începând cu alegerile locale din 2024, consiliul local are următoarea componență pe partide politice:
|  | Partid                          | Consilieri | Componența Consiliului | Componența Consiliului | Componența Consiliului | Componența Consiliului | Componența Consiliului |
|  | ------------------------------- | ---------- | ---------------------- | ---------------------- | ---------------------- | ---------------------- | ---------------------- |
|  | Partidul Social Democrat        | 5          |                        |                        |                        |                        |                        |
|  | Partidul Național Liberal       | 2          |                        |                        |                        |                        |                        |
|  | Alianța pentru Unirea Românilor | 2          |                        |                        |                        |                        |                        |
|  | Uniunea Salvați România         | 1          |                        |                        |                        |                        |                        |
|  | Partidul PRO România            | 1          |                        |                        |                        |                        |                        |